# Penicillium roqueforti
Penicillium roqueforti Thom, 1906 è un fungo appartenente alla famiglia Aspergillaceae.

## Descrizione
Si tratta di una delle molte muffe commestibili ed è usata in particolare modo nelle produzioni casearie.
Questa muffa è anche alla base della produzione delle penicilline usate nell'industria farmaceutica per creare antibiotici.
Nell'industria alimentare invece si utilizza in modo controllato affinché sia commestibile e impedisca ad altre muffe nocive di attaccare l'alimento.
I prodotti caseari più famosi che si ottengono con l'introduzione di Penicillium roqueforti sono i formaggi Roquefort, Gorgonzola, Stilton e Danablu. In base al tipo di muffa impiegata possono aversi sfumature di colori differenti che variano dal bianco al verde al blu. Il Penicillium roqueforti si utilizza per i formaggi erborinati (ma non per quelli a crosta fiorita quali il Camembert, Brie).